# Amblystegium byssoides
Amblystegium byssoides är en bladmossart som beskrevs av Bescherelle 1895. Amblystegium byssoides ingår i släktet Amblystegium och familjen Amblystegiaceae. Inga underarter finns listade i Catalogue of Life.